# Довгоший сумнівний
Довгоший сумнівний (Trematodon ambiguus) — вид мохів порядку дикранальних (Dicranales).

## Поширення
Батьківщиною є Європа, Північна Америка, Південна Америка, Азія.
Населяє ґрунт і перегній.

## Характеристика
Листки від яйцеподібної або оберненояйцеподібної основи від яйцеподібно-ланцетних до короткошилоподібних, на верхівці пилчасті. Коробочкові ніжки 10–30 мм. Коробочка похила, зігнута. Коробочки дозрівають наприкінці літа й восени.